# Nadbitka
Nadbitka – w terminologii drukarskiej oznacza artykuł z czasopisma lub fragment pracy zbiorowej wydrukowany osobno z niezmienionego składu drukarskiego. Drukowana z tytułem nagłówkowym i zazwyczaj bez zmiany numeracji stron. Mogły mieć osobną, zazwyczaj broszurową, oprawę.